# Droga wojewódzka nr 667
Droga wojewódzka nr 667 (DW667) – droga wojewódzka o długości 27 km, łącząca DW621 (dawniej DK65) w Nowej Wsi Ełckiej z DK 58 w Białej Piskiej. Droga w całości biegnie na terenie województwa warmińsko-mazurskiego przez powiat ełcki (gmina Ełk) oraz przez powiat piski (gminę Biała Piska).

## Miejscowości leżące przy trasie DW667
Powiat ełcki
- Nowa Wieś Ełcka (DK 65)
- Bajtkowo

Powiat piski
- Monety
- Pogorzel Wielka
- Drygały
- Sulimy
- Biała Piska (DK 58)